# Pájaro diablo

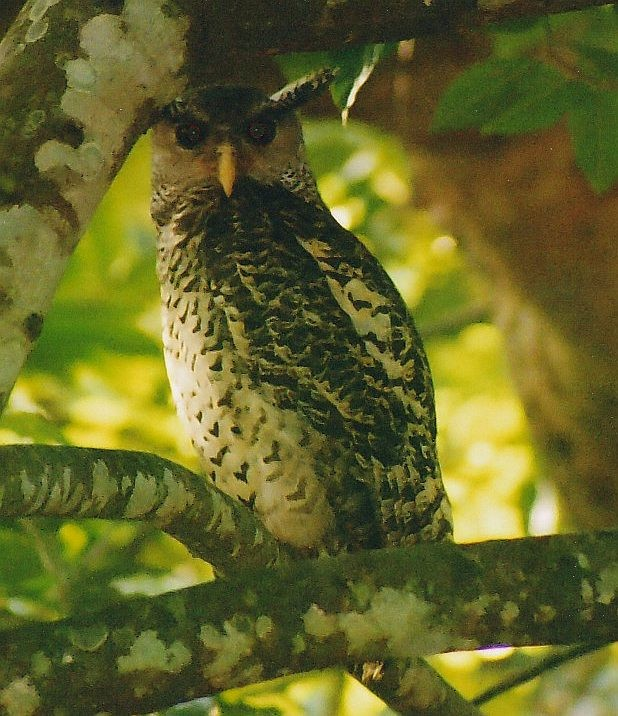
Búho de Nepal, asociado con la leyenda del pájaro diablo.

El pájaro diablo conocido localmente como Ulama es un animal mitológico del folklore de Sri Lanka y de la India que se dice que emite terroríficos gritos humanos. Según las leyendas, se cree que el grito de este pájaro anuncia la llegada de la muerte. El origen del mito todavía es cuestión de debate, aunque el Búho de Nepal (Bubo nipalensis) parece ser la base real de las leyendas, de acuerdo con varios estudios realizados en el año 2001[cita requerida], y en la que un ejemplar de la especie fue identificado como el pájaro diablo por parte de unos aldeanos. Otra posible especie real tras la leyenda puede ser el Chotacabras de jungla (Caprimulgus indicus).